# 맨헌트 인터내셔널
맨헌트 인터내셔널(Manhunt International)은 1993년에 처음 시작된 국제 남자 미남 선발 대회이다.
매년 열리는 것을 원칙으로 하지만, 1996년, 2003년, 2004년, 2009년, 2013년, 2014년, 2015년, 2019년에는 개최되지 않았으며, 2021년에는 코로나19 범유행으로 인해 개최가 취소되었다.

## 역대 우승자
| 연도 | 날짜          | 맨헌트 인터내셔널        | 우승국            | 개최지                    | 참가자 수 |
| ---- | ------------- | ------------------------ | ----------------- | ------------------------- | --------- |
| 1993 | 11월 30일     | 토마스 사세              | 독일              | 오스트레일리아 골드코스트 | 22        |
| 1994 | 알려지지 않은 | 니코스 파파다키스        | 그리스            | 오스트레일리아 골드코스트 | 24        |
| 1995 | 알려지지 않은 | 알베 겔덴후이스          | 남아프리카 공화국 | 싱가포르 센토사섬         | 35        |
| 1997 | 5월 24일      | 제이슨 에르체그          | 뉴질랜드          | 싱가포르                  | 38        |
| 1998 | 5월 3일       | 피터 에릭센              | 스웨덴            | 오스트레일리아 골드코스트 | 34        |
| 1999 | 5월 29일      | 에르네스토 칼사디야      | 베네수엘라        | 필리핀 마닐라             | 34        |
| 2000 | 9월 29일      | 브렛 윌슨                | 오스트레일리아    | 싱가포르                  | 33        |
| 2001 | 11월 12일     | 라지브 싱                | 인도              | 중국 베이징               | 43        |
| 2002 | 11월 9일      | 파브리스 베르트랑 와테즈 | 프랑스            | 중국 상하이               | 46        |
| 2005 | 9월 8일       | 톨가한 사이스만          | 튀르키예          | 대한민국 부산             | 42        |
| 2006 | 4월 19일      | 제이미 마욜              | 미국              | 중국 진장                 | 53        |
| 2007 | 2월 12일      | 제프리 정 유광           | 중국              | 대한민국 정선             | 48        |
| 2008 | 6월 2일       | 압델무멘 엘 마그         | 모로코            | 대한민국 서울             | 47        |
| 2010 | 11월 20일     | 피터 멘키                | 슬로바키아        | 중화민국 타이중           | 50        |
| 2011 | 10월 10일     | 존 첸 장펑               | 중국              | 대한민국 서울             | 48        |
| 2012 | 11월 9일      | 준 마카사에              | 필리핀            | 태국 방콕                 | 53        |
| 2016 | 10월 29일     | 패트릭 쇼                | 스웨덴            | 중국 선전                 | 43        |
| 2017 | 11월 27일     | 트룽 응옥 띤             | 베트남            | 태국 방콕                 | 40        |
| 2018 | 12월 2일      | 비센트 로라크 곤잘레스   | 스페인            | 오스트레일리아 골드코스트 | 35        |
| 2020 | 2월 22일      | 폴 루지노                | 네덜란드          | 필리핀 마닐라             | 36        |
| 2022 | 10월 1일      | 로치 캐리                | 오스트레일리아    | 필리핀 마닐라             | 33        |
| 2024 | 5월 26일      | 케빈 다솜                | 태국              | 태국 아유타야             | 37        |
| 2025 | 6월 10일      | 아도니스 르노            | 프랑스            | 태국 방콕                 | 37        |

## 국가별 우승 횟수
| 국가              | 횟수 | 연도       |
| ----------------- | ---- | ---------- |
| 오스트레일리아    | 2    | 2000, 2022 |
| 스웨덴            | 2    | 1998, 2016 |
| 중국              | 2    | 2007, 2011 |
| 프랑스            | 2    | 2002, 2025 |
| 태국              | 1    | 2024       |
| 네덜란드          | 1    | 2020       |
| 스페인            | 1    | 2018       |
| 베트남            | 1    | 2017       |
| 필리핀            | 1    | 2012       |
| 슬로바키아        | 1    | 2010       |
| 모로코            | 1    | 2008       |
| 미국              | 1    | 2006       |
| 튀르키예          | 1    | 2005       |
| 인도              | 1    | 2001       |
| 베네수엘라        | 1    | 1999       |
| 뉴질랜드          | 1    | 1997       |
| 남아프리카 공화국 | 1    | 1995       |
| 그리스            | 1    | 1994       |
| 독일              | 1    | 1993       |

## 타이틀 보유자
| 년도 | 맨헌트 인터내셔널 우승 (1위)      | 준우승                       | 준우승                       | 준우승                           | 준우승                          | 개최지             | 참가자 |
| 년도 | 맨헌트 인터내셔널 우승 (1위)      | 2위                          | 3위                          | 4위                              | 5위                             | 개최지             | 참가자 |
| ---- | --------------------------------- | ---------------------------- | ---------------------------- | -------------------------------- | ------------------------------- | ------------------ | ------ |
| 1993 | 독일 토마스 사세                  | 튀르키예 베르케 휘르칸       | 스위스 라파엘레 메모리       | 필리핀 에런 스몰                 | 뉴칼레도니아 미셸 뵈프          | 호주, 골드 코스트  | 22     |
| 1994 | 그리스 니코스 파파다키스          | 오스트레일리아 트렌트 가프톤 | 미국 리처드 플랭크스         | 싱가포르 베네딕트 고웨이체       | 인도 라자트 베디                | 호주, 골드 코스트  | 24     |
| 1995 | 남아프리카 공화국 알베 겔덴후이스 | 인도 디노 모레아             | 미국 데이비드 아놀드         | 푸에르토리코 하비에르 로드리게스 | 카자흐스탄 리나트 키스마울리    | 싱가포르, 센토사섬 | 35     |
| 1997 | 뉴질랜드 제이슨 에르체그          | 베네수엘라 산드로 피노글리오 | 필리핀 빈센트 핀토           | 푸에르토리코 조나단 로하스       | 인도 줄피 시예드                | 싱가포르           | 38     |
| 1998 | 스웨덴 피터 에릭센                | 독일 보 차르크스             | 미국 로버트 코르세키         | 싱가포르 필립 리                 | 라트비아 렛츠 레네마리스        | 호주, 골드 코스트  | 34     |
| 1999 | 베네수엘라 에르네스토 칼사디야    | 인도 존 아브라함             | 덴마크 피터 커비             | 자메이카 커크 헤들리             | 남아프리카 공화국 르웰린 코디어 | 필리핀, 마닐라     | 34     |
| 2000 | 오스트레일리아 브렛 윌슨          | 멕시코 데이비드 제페다       | 싱가포르 브랜든 추           | 베네수엘라 호세 가브리엘         | 퀴라소 제랄디노 니콜리나        | 싱가포르           | 33     |
| 2001 | 인도 라지브 싱                    | 중국 레오 장 웨이            | 베네수엘라 루이스 안토니오   | 크로아티아 아드난 탈레토         | 케이맨 제도 케네스 브라이언     | 중국, 베이징       | 43     |
| 2002 | 프랑스 파브리스 베르트랑          | 벨기에 바트 드 슈이머        | 튀르키예 무라트 에르바이탄   | 쿠바 아드리안 메디나             | 베네수엘라 다니엘 나바레테      | 중국, 상하이       | 46     |
| 2005 | 튀르키예 톨가한 사이쉬만          | 라트비아 아그리스 블라우북스 | 퀴라소 헨리 로메로           | 중국 천제유                      | 푸에르토리코 로미오 퀴뇨네스    | 대한민국, 부산     | 42     |
| 2006 | 미국 하이메 아우구스토            | 벨기에 파비앙 하우퀴에       | 중국 조정                    | 튀르키예 고칸 케세르             | 스페인 호세 멘데스              | 중국, 진장         | 53     |
| 2007 | 중국 제프리 정                    | 캐나다 제이슨 찰스           | 그리스 이오안니스 아티타키스 | 오스트레일리아 크레이그 바넷     | 인도 아비마뉴                   | 대한민국, 강원도   | 48     |
| 2008 | 모로코 압델무멘 엘 마그           | 스웨덴 에길 아른리요츠       | 코스타리카 세자르 베가스     | 대한민국 이재환                  | 앙골라 클라우디오 푸르타도      | 대한민국, 서울     | 47     |
| 2010 | 슬로바키아 피터 멘키              | 지브롤터 보그단 브라소베아누 | 브라질 말론 드 그레고리      | 미국 다니엘 게라                 | 대만 제리 장                    | 대만, 타이중       | 50     |
| 2011 | 중국 존 첸 장펑                   | 도미니카 공화국 넬슨 오마르  | 벨기에 지아니 세네사엘       | 베트남 트룽 남 탄                | 슬로바키아 마틴 스마헬          | 대한민국, 서울     | 48     |
| 2012 | 필리핀 준 마카세트                | 스웨덴 보 피터 존슨          | 마카오 마틴 왕               | 푸에르토리코 지미 페레즈         | 싱가포르 제이슨 치              | 태국, 방콕         | 53     |
| 2016 | 스웨덴 패트릭 쇼                  | 홍콩 바테에르                | 잉글랜드 크리스토퍼 브라멜   | 앙골라 마우리시오 에우세비오     | 브라질 라몬 피사이아            | 중국, 심천         | 43     |
| 2017 | 베트남 트룽 응옥 띤               | 태국 콩낫 최에이수완         | 레바논 가에탄 오스만         | 스리랑카 모하메드 와짐           | 인도네시아 안드리 퍼마디        | 태국, 방콕         | 40     |
| 2018 | 스페인 비센트 로라크              | 오스트레일리아 데일 마허     | 네덜란드 루카 데린           | 필리핀 제프리 랭건               | 베트남 마이 투안 안             | 호주, 골드코스트   | 35     |
| 2020 | 네덜란드 폴 루지노                | 그리스 니코스 안토노풀로스   | 브라질 마테우스 크루즈       | 스페인 예라이 이달고             | 인도 마유르 강와니              | 필리핀, 마닐라     | 36     |
| 2022 | 오스트레일리아 로치 캐리          | 필리핀 조슈아 라파엘         | 미국 엘리야 반 잔텐          | 베트남 트란 만 끼엔              | 네덜란드 카스 하그만            | 필리핀, 마닐라     | 33     |
| 2024 | 태국 케빈 다솜                    | 프랑스 루카스 슐라흐터       | 필리핀 케네스 스트롬스네스   | 베네수엘라 빅터 바티스타         | 이탈리아 빈첸초 멜리시          | 태국, 아유타야     | 37     |
| 2025 | 프랑스 아도니스 르노              | 스리랑카 피유말 시툼         | 자메이카 라임 라이트         | 필리핀 요르단 산후안             | 베트남 응우옌 부 린             | 태국, 방콕         | 37     |
| 2026 |                                   |                              |                              |                                  |                                 | 스리랑카           |        |

## 대한민국의 역대 출전자
| 연도        | 이름   | 수상                         |        |
| ----------- | ------ | ---------------------------- | ------ |
| 1993 ~ 2004 | 미출전 | 미출전                       | 미출전 |
| 2005        | 이승환 | Top 15 & 아시아              |        |
| 2006        | 신호철 | 아시아 2위                   |        |
| 2007        | 정주섭 | Top 16 & 런웨이 모델         |        |
| 2008        | 이재환 | 4위                          |        |
| 2009        | 미개최 | 미개최                       | 미개최 |
| 2010        | 박현우 | 우정상, 드레스 인기상        |        |
| 2011        | 이용범 | Top 15 & 탤런트              |        |
| 2012        | 미출전 | 미출전                       | 미출전 |
| 2013 ~ 2015 | 미개최 | 미개최                       | 미개최 |
| 2016        | 한상헌 | 베스트 스테이지 TV 무비 모델 |        |
| 2017        | 김성민 |                              |        |
| 2018        | 미출전 | 미출전                       | 미출전 |
| 2019        | 미개최 | 미개최                       | 미개최 |
| 2020        | 홍제민 |                              |        |
| 2021        | 미개최 | 미개최                       | 미개최 |
| 2022        | 장준혁 | 우정상                       |        |
| 2023        | 미개최 | 미개최                       | 미개최 |
| 2024        | 장윤성 | 페이스 오브 더 이어          |        |
| 2025        | 김민재 | 페이스 오브 더 이어          |        |
| 2026        | TBA    | TBA                          |        |

## 같이 보기
- 미스터 월드
- 미스터 인터내셔널
- 미스터 글로벌
- 미스터 수프라내셔널
- 맨 오브 더 월드